# Edvardas Bužinskis

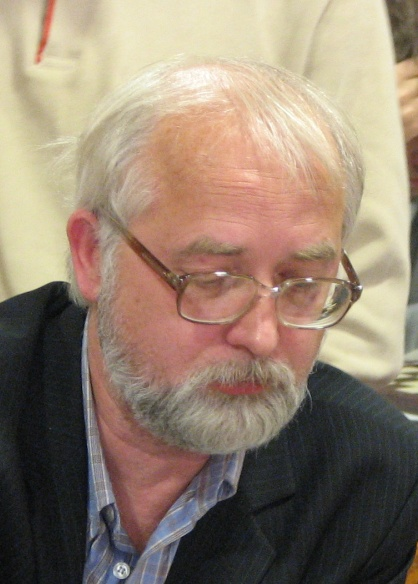
Edvardas Bužinskis (2007).

Edvardas Bužinskis (Litouwen, 8 oktober 1957) is een Litouwse dammer die ook damboeken heeft geschreven. Hij werd in 2007 en 2008 Europees kampioen veteranen en nam regelmatig deel aan toernooien om het Europees en wereldkampioenschap.

## Deelname aan toernooien om het Europees kampioenschap
Hij eindigde in het EK 1992 in Parthenay op de gedeelde zesde plaats, in het EK 1995 in Lubliniec op de vierde plaats, in het EK 1999 in Hoogezand op de gedeelde vierde plaats, werd op het EK 2002 in Domburg in de zestiende finale uitgeschakeld door Roberts Misans en eindigde op het EK 2008 in Tallinn op de derde plaats.

## Deelname aan toernooien om het wereldkampioenschap
Hij moest zich in het WK 2001 in Moskou na 6 ronden (met een score van 8 punten) wegens ziekte terugtrekken uit het toernooi. Hij plaatste zich in het zonetoernooi 2005 in Gniezno voor het WK 2005 in Amsterdam en eindigde daarin op de elfde plaats.
Hij eindigde als derde in het zonetoernooi 2007 in Vilnius en dat was net niet genoeg om zich te plaatsen voor het WK 2007 in Hardenberg. Hij plaatste zich voor het WK 2009 in Brazilië dat werd afgelast.